# 기동전사 건담 SEED FREEDOM
《기동전사 건담 SEED FREEDOM》(일본어: 機動戦士ガンダム SEED FREEDOM 영어: Mobile Suit Gundam Seed Freedom)은 2024년 1월 26일에 공개된 일본의 로봇 애니메이션 영화이다. 《기동전사 건담 SEED 시리즈》의 극장판이다.

## 등장인물

### 컴퍼스
- CV 호시 소이치로 - 키라 야마토
- CV 타나카 리에 - 라크스 클라인
- CV 스즈무라 켄이치 - 신 아스카
- CV 사카모토 마야 - 루나마리아 호크
- CV 쿠와시마 호우코[2] - 아그네스 기벤라트
- CV 오오츠카 호츄- 알렉세이 코노에
- CV 타카하시 히로키- 아서 트라인
- CV 후쿠야마 쥰 - 알버트 하인라인
- CV 네야 미치코 - 힐다 하겐
- CV 스와베 쥰이치 - 마즈 시메몬
- CV 쿠스노키 타이텐 - 헤르베르트 폰 라인하르트
- CV 토마츠 하루카[3] - 애비 윈저
- CV 코야스 타케히토 - 무우 라 프라가
- CV 미츠이시 코토노 - 마류 라리마스
- CV 치바 잇신 - 아놀드 노이만
- CV 토리우미 카츠미 - 다리다 로라하 챈드라 2세
- CV 카마쿠라 유우나 - 리오 마오

### 오브 연합 수장국 / 터미널
- CV 모리 나나코 - 카카라 유라아스하
- CV 이시다 아키라- 아스란 자라
- CV 오리카사 후미코 - 메이린 호크
- CV 사쿠라 아야네 - 토야 마시마[4]
- CV 야나기사와 미치요 - 에리카 시몬즈

### 자프트
- CV 세키 토모카즈 - 이쟈크 쥴
- CV 사사누마 아키라 - 디아카 엘스먼
- CV 후지 신슈 - 월터 드 라멘트
- CV 에가시라 히로야 - 하리 자간나트

### 파운데이션
- CV 타무라 유카리 - 아우라 마하이발
- CV 시모노 히로 - 오르페 람 타오
- CV 나카무라 유이치 - 슈라 서펜타인
- CV 우에사카 스미레 - 잉그리트 트라돌
- CV 후쿠엔 미사토 - 리멜라드 트라돌
- CV 마츠오카 요시츠구 - 다니엘 하퍼
- CV 토네 켄타로 - 류 센치앙

### 지구 연합
- CV 히노 유리카 - 포스터
- 미켈

### 기타
- 토리
- 블루
- CV 쿠와시마 호우코 - 스텔라 루세
- CV 이케다 슈이치 - 길버트 듀렌달

## 수입사
- KT알파[5]